# PANDAS
El trastorno pediátrico neuropsiquiátrico autoinmune asociado a estreptococo, también conocido por su acrónimo PANDAS (derivado del inglés Pediatric Autoimmune  Neuropsychiatric Disorders Associated with Streptococci), es el nombre que se utiliza en medicina para designar una rara enfermedad pediátrica que fue descrita por primera vez en el año 1988, en niños que presentaban una serie de síntomas neurológicos que consistían en tics y movimientos involuntarios, asociados a trastornos psiquiátricos de tipo obsesivo-compulsivo.
Estos síntomas se presentaban de forma intermitente, con agravamientos bruscos y se relacionaban con infecciones previas por estreptococos. 
El diagnóstico de PANDAS no está aun aceptado como una entidad independiente y tampoco se contempla en la Clasificación internacional de enfermedades, décima versión (CIE-10), ni en el Manual diagnóstico y estadístico de los trastornos mentales (DSM-IV).

## Causas
La causa y los mecanismos que desencadenan la enfermedad se encuentran en estudio, se ha postulado la existencia de una predisposición individual, como consecuencia de la cual, cuando un niño presenta una infección por un tipo de microorganismo llamado estreptococo beta hemolítico del grupo A, se desencadena una respuesta inmune anormal, con la formación de autoanticuerpos contra ciertas estructuras cerebrales, lo que originaría los síntomas.
Todo hace pensar que existe una relación entre este trastorno y otras enfermedades neurológicas con las que guarda muchas similitudes, como la corea de Sydenham y el síndrome de Tourette.

## Diagnóstico
Para establecer el diagnóstico de PANDAS, se deben cumplir varios criterios:
- Presencia de trastorno por tics o trastorno obsesivo-compulsivo.
- El comienzo de los síntomas debe tener lugar en una franja de edad comprendida entre los 3 años y el inicio de la pubertad.
- La enfermedad debe seguir un curso caracterizado por el comienzo brusco de los síntomas con agudizaciones periódicas frecuentes que se inician de forma dramática.
- El inicio de los síntomas y las reagudizaciones deben estar relacionadas con infecciones faríngeas previas por estreptococo beta hemolitico del grupo A.
- Los síntomas neurológicos como los tics, los movimientos anómalos similares a los que se producen en la corea, la hiperactividad motora y los trastornos obsesivos, deben fluctuar en intensidad guardando relación temporal con la infección por estreptococo.[4]

No existe ninguna prueba complementaria como estudio de imagen o test de laboratorio que establezca por sí misma el diagnóstico, pues este se basa principalmente en la observación de los síntomas. Puede ser útil la realización de un frotis faríngeo para comprobar la presencia de estreptococo y la determinación de anticuerpos antiestreptolisina en sangre (ASLO).

## Tratamiento
El tratamiento recomendado es la administración de antibióticos en las fases de agudización.